# Княжество Салерно
Салерно — лангобардское княжество в Южной Италии в 849 — 1078 годах, со столицей в Салерно. Возникло в результате раздела княжества Беневенто, завоёвано Робертом Гвискаром.

## Образование княжества
В 841 году скончался князь Беневенто Сикард. Командующий армией Радельхис I захватил власть в Беневенто и заточил Сиконульфа, брата и предполагавшегося наследника Сикарда, в Таранто. Амальфитанские купцы сумели освободить Сиконульфа, он был провозглашён князем в Салерно. Между Радельхисом и Сиконульфом разгорелась междоусобная война. В 847 году император Лотарь I назначил герцогов Ги Сполетского и Сергия I Неаполитанского посредниками между противоборствующими князьями. В результате через два года, в 849 году король Италии Людовик II объявил о разделе бывшего княжества Беневенто на два новых: князем Беневенто стал Радельхис, Салерно — Сиконульф.
Вновь образованное княжество включало в себя, помимо столицы, города Капуя, Таранто, Козенца, Пестум, Потенца, Нола, Теано и Сора. Обладая обширной территорией и многочисленными морскими портами, княжество Салерно стало одной из сильнейших региональных держав Южной Италии.
Первые годы существования княжества не отличались стабильностью. В 851 году Сиконульф умер, в 853 году его малолетний сын и наследник Сико был смещён своим опекуном Петром, последний в том же 853 году умер, передав трон сыну Адемару. В 861 году Адемар лишился власти в результате восстания, был ослеплён и брошен в темницу. К власти пришёл Гвефер — представитель местной аристократической семьи Дауфериди.

## Правление династии Дауфериди (861—978)
Приход к власти Дауфериди принёс Салерно стабильность и процветание. Единственной потерей стало окончательное обособление княжества Капуя: в 862 году капуанский правитель Пандо стал независимым и принял титул князя. За 117 лет у власти сменилось всего четыре князя: Гвефер, Гвемар I, Гвемар II и Гизульф I.
Первый из Дауфериди Гвефер (861—880) вёл себя как независимый государь, вступая даже в союзы с арабами, хотя формально был вассалом Западной империи. В 880 году Гвефер был смещён своим сыном Гвемаром I и ушёл в монастырь.
Хроники представляют Гвемара I (880—900/901) деспотичным и непопулярным правителем. Он расторг традиционный союз с арабами и сблизился с императором Карлом II Лысым. В 887 году Гвемар I в очередной раз сменил ориентацию княжества, признав себя вассалом Византии. В 900/901 году сын Гвемара I — Гвемар II вынудил отца постричься в монастыре Сан-Массимо и вступил на престол.
Гвемар II (900/901—946) в отличие от отца был популярным и, по мнению хронистов, благочестивым правителем. В своём княжестве он реформировал монастыри по клюнийскому образцу. В союзе с Византией и соседними государствами Гвемар II принял участие в войне с арабами, завершившейся триумфальной битвой при Гарильяно (915 год). В течение всего правления Гвемар поддерживал дружеские отношения с Византией, Беневенто и Капуей. В 943 году он провозгласил своего сына Гизульфа I своим соправителем, обеспечив, впервые в истории княжества, мирный переход власти в 946 году.
Воцарение Гизульфа I (946—978) было оспорено соседями — Иоанном III Неаполитанским и Ландульфом II Беневентским. Гизульфа I спас союз с Амальфи, герцог которого разбил врагов Салерно. В течение последующих лет Гизульф I оставался верным союзником Византии и даже направил армию против папы, пытавшегося устранить беневентского князя Пандульфа I. Вмешательство Гизульфа помогло Пандульфу сохранить трон, что сделало его верным союзником Салерно впоследствии. В 974 году Гизульф был изгнан из Салерно, но был восстановлен в своих правах Пандульфом. Поскольку Гизульф I не оставил сыновей, наследником его стал Пандульф I Железная рука.

## Салерно под властью соседей
После смерти бездетного Гизульфа I (978 год) Салерно стало частью владений беневентского князя Пандульфа I, а после смерти последнего в 981 году перешло к его сыну Пандульфу II. Слабостью последнего воспользовались амальфитанцы, и герцог Амальфи Мансо I стал следующим князем Салерно.
Правление «иностранцев» было непопулярным, и в 983 году они были изгнаны из Салерно. Новым князем стал местный уроженец Иоанн II, сын Ламберта, основавший династию, правившую княжеством вплоть до его падения (983-1078).

## Расцвет и падение княжества
При ближайших наследниках Иоанна II Гвемаре III Гвемаре IV княжество Салерно достигло своего расцвета.
Гвемар III (994—1027) поддерживал лангобардских мятежников во главе с Мелусом, дважды (1009—1011, 1017—1018) поднимавших восстание в Апулии против византийского господства. После поражения обоих восстаний Гвемар III демонстративно выказывал лояльность к Византии. Одновременно Гвемар III поддерживал самого одиозного южноитальянского правителя — Пандульфа IV, князя Капуи — и породнился с ним. В результате Пандульф IV объединил под своей властью все мелкие государства Южной Италии, кроме самого Салерно.
После смерти Гвемара III его сын Гвемар IV (1027—1052) стал тяготиться тиранией Пандульфа IV. Гвемар IV обратился за помощью одновременно к двум императорам Конраду II и Михаилу IV, но откликнулся только западный император. В результате кампании 1038 года Пандульф IV был лишён всех владений, а Гвемар IV объединил Салерно и Капую, а прибрежные герцогства Неаполь и Амальфи признали его верховную власть. В обмен на это, Гвемар IV признал себя вассалом Конрада II.
После 1038 года Гвемар IV стал признанным лидером Южной Италии и принял титул герцога Апулии и Калабрии. С его ведома и одобрения нормандцы, вассалы Гвемара, начали кампанию по вытеснению византийцев из Апулии. Могуществу Гвемара IV был положен конец в 1047 году, когда новый император Генрих III лишил его титула герцога Апулии, вернул Капую Пандульфу IV и превратил нормандских вождей в своих непосредственных вассалов. В 1052 году Гвемар IV был убит, и лишь при поддержке нормандцев его сыну Гизульфу II (1052—1078) удалось взойти на престол.
По мере роста могущества нормандцев княжество Салерно слабело. Гизульф II безуспешно вступал в военные конфликты с соседями, пока в 1077 году его зять Роберт Гвискар не осадил Салерно. В декабре 1077 года Салерно был взят Гвискаром, а в январе 1078 года осаждённый в салернской цитадели Гизульф II капитулировал. Княжество Салерно прекратило существование и вошло в нормандское герцогство Апулия и Калабрия.
Княжество Салерно известно своей Медицинской школой — первой в христианской Европе.

## Князья Салерно
- 849—851 Сиконульф
- 851—853 Сико
- 853 Пётр
- 853—861 Адемар
- 861—880 Гвефер
- 880—900 Гвемар I
- 900—946 Гвемар II
- 946—977 Гизульф I
- 977—981 Пандульф I, князь Беневенто и Капуи (961—981) и герцог Сполето (с 967)
- 981 Пандульф II
- 981—983 Мансо, герцог Амальфи (966—1004)
- 981—983 Иоанн I
- 983—994 Иоанн II
- 994—1027 Гвемар III
- 1027—1052 Гвемар IV, также герцог Амальфи (1039—1043), герцог Гаэты (1040—1041) и князь Капуи (1038—1047)
- 1052—1077 Гизульф II